# 阿部太樹
阿部 太樹（あべ だいき、1987年11月16日 - ）は、日本の男性声優。 EARLY WING所属。東京都出身。旧芸名は阿部 大樹（読み同じ）。

## 人物
『スクライド』がきっかけで声優を目指した。
2009年2月、山口智広と声優ユニット「SilverBullet」を結成。2011年5月、ユニット名を「Dischord」に改名。
2023年6月26日、芸名を「阿部大樹」から「阿部太樹」に変更した。
趣味・特技は硬式テニス、和太鼓、歌。

## 出演
太字はメインキャラクター。

### テレビアニメ
2011年
- 未来日記（生徒）

2012年
- マギ The kingdom of magic（街の人々）
- 探検ドリランド（ゴラン手下）

2016年
- ファンタシースターオンライン2 ジ アニメーション（男子生徒、アークス、カメラ小僧、男子部員）
- ツキウタ。 THE ANIMATION（照明スタッフ）
- バッテリー（城野達矢）
- 一人之下 the outcast（譚唱）
- Bloodivores（BST隊員）

2017年
- ようこそ実力至上主義の教室へ（2017年 - 2024年、池寛治） - 3シリーズ
- ナナマル サンバツ（不良）

2019年
- あんさんぶるスターズ!（男子生徒）

2021年
- 東京リベンジャーズ（小島、愛美愛主A、愛美愛主E、不良）

2022年
- アキバ冥途戦争（客、アベック、後輩）

2023年
- BLEACH 千年血戦篇-訣別譚-（技術開発局局員）

2024年
- 烏は主を選ばない（山内衆）

2025年
- アオのハコ（部員）

### Webアニメ
- ペンギン娘♥はぁと（2008年）

### ゲーム
2008年
- 幕末恋華 新選組
- Double Clutch
- Bourne Conspiracy

2009年
- サイキン恋シテル?（男子生徒B）
- Tomb Raider: Underworld
- ボイスチャットDS

2011年
- 白衣性恋愛症候群
- 魔界戦記ディスガイア4（トロメイア 他）
- ラグナロク 〜光と闇の皇女〜（ディオ、ジェスター他）

2012年
- キミ色に染まりたい 恋するオシャレアイドル（裾野直純）
- ディスガイア D2

2013年
- ギンガフォース（アレックス）
- ソードアート・オンライン-インフィニティ・モーメント-
- アルカナ・ファミリア コレツィオーネ（ファツィオ）
- キミ♥ドル〜キミのアイドル〜（常葉千章）
- 剣が君（2013年 - 2016年、松平辰影）- 3作品

2014年
- ソードアート・オンライン-ホロウ・フラグメント-
- 輝星のリベリオン（石川五右衛門、坂田金時、ウィリアムテル）
- 恋人は専属SP Love Mission（秋月海司）

2015年
- 栽培少年（トウゴウ）
- 終天のトロイメライ（チェスター）
- 灰色都市 32人の容疑者（馬場佑介）
- Wプロポーズ（小鳥遊譲）

2016年
- 怪盗夜想曲〜ファントムノクターン〜（ニンジャ怪盗山吹）
- SteamPrison（バイス・ガヴィーゼル）

2017年
- スタレボ☆彡 88星座のアイドル革命（大熊結）
- 一血卍傑-ONLINE-（ビンボウガミ）
- ぐるぐる召喚マジカルギア（瞬虐扉猫チェシャ）
- モバイルレジェンド（ガトートカチャ、ハカート）

2018年
- ポポロクロイス物語 ナルシアの涙と妖精の笛（ザマド、アルマ王子）
- 神獄塔 メアリスケルター シリーズ（2018年 - 2020年、イツキ）- 2作品
- 竜星のヴァルニール（ゼフィ）
- 紡ロジック（野崎勇）
- 月煌－Luster－（ラサ、リオネル、アルネ）

2019年
- ラングリッサーI&II（レスター）

2020年
- キャプテン翼 RISE OF NEW CHAMPIONS

2023年
- ストリートファイター6（市民）

### アダルトゲーム
- 裸執事（2011年- 2013年、前田智明[27]）- 2作品[一覧 4]
- 極道の花嫁（2011年、菅原文明[28]）
- 木洩れ陽のノスタルジーカ（2013年、長谷竜司）

### ドラマCD
2009年
- D.C.II P.C. 音姫とななかの「学園アイドルへの道!」
- 甘利先生の華麗なセミナー（作業員）
- リーマン戦隊タカナシレンジャー（マサ）

2013年
- 裸執事ドラマCD 鬼魂島の夜 ～チン怪奇!? 無人島に眠る鬼伝説～（前田智明）
- キミ♥ドル〜キミのアイドル〜 リリース記念ドラマCD「アイドル達の学園生活!」（常葉千章）

2014年
- 新庄くんと笹原くん（友人）
- アルカナ・ファミリア コレツィオーネ みんなモバカナ ドラマ劇場（ファツィオ）

時期不明
- E22（パイロット）

### 吹き替え

#### 映画
- 1987、ある闘いの真実（パク・ジョンチョル〈ヨ・ジング〉）
- エターナル
- コンフィデンシャル 共助
- ザ・アウトロー（警官1）
- ザ・タイガーキッド〜旅立ちの鉄拳〜
- スマート・チェイス（マジー）
- 操作された都市
- フューチャーワールド（リコ）
- そんな彼なら別れさせます!（通行人）
- BLANK SLATE（ブレイク・フェルツァー）
- ブレイブ・ファイターズ

#### ドラマ
- 王は愛する（ワン・リン〈ホン・ジョンヒョン〉）
- 御史とジョイ（バフェ〈ハ・スンジン〉）

### デジタルコミック
- Beeマンガ
  - GTO（2012年、吉川昇[30]）
  - 好きっていいなよ。（2014年、立川雅司）[31]
- UULA
  - クロサギ（藤見智）
  - ホタルノヒカリ（藤本進次郎）
  - ピース オブ ケイク（欣次 他）
- dTV
  - 王様達のヴァイキング（2018年、渡部裕助）
  - となりの怪物くん（2018年、山口賢二）
- マンガMeeチャンネル
  - 明日からは清楚さん（2021年、浜田先生[32]）
  - ハタチまでになんとかシたい（2021年、園村俊[33]）
  - ハジメテノサツジン（2021年、澤木先生[34]）
  - 未完成婚（2021年、植松大貴[35]）
  - かわいすぎる男子がお家で待っています（2021年、レオのオタク友達[36]）
- 禁断書店
  - 美醜の大地〜復讐のために顔を捨てた女〜（2022年、深見栄一）
- BookLive
  - 契約婚でも愛は芽生えますか？（2022年、青柳[37]）

### ラジオ
※はインターネット配信。
- Seki LaLa Radio♪（2012年 ‐ 2013年、YouTube※[38]）
- 裸執事de裸ジオ（2012年、RADIO TOMO!※）
- 裸執事deやらジオ（2013年 - 2014年、RADIO TOMO!※[39]）
- ダブリルムーンアワー 誘惑RADIO〜イイラジ〜（いいなりラジオ）（2014年 - 2016年、RADIO TOMO!※）
- AMAZING SOUL LABO RADIO（2015年、HiBiKi Radio Station※[40]）

#### ラジオCD
- DJCD 裸執事de裸ジオ 1発目、2発目（2012年[41][42]）
- DJCD 裸執事deやらジオ 1脱ぎ目、2脱ぎ目、3脱ぎ目（2014年 - 2015年[43][44][45]）
- DJCD イイナリRADIO〜イイラジ〜（2015年[46]）

### テレビ番組
※はインターネット配信。
- アニメ ミウランゲージ(仮)（ニコニコ動画※）
- 全力！脱力タイムズ(ボイスオーバー)

### 映像商品
- ワルノリっ（2013年）

### 舞台
- d'Theater「豚とオートバイ」（2008年、男P役）- 阿部太樹名義
- LEVELS「青春ゲットバック-シーズン2-」（2016年）
- モンキーチョップ×LEVELS「モンキー、コラボ公演するってよ」（2016年）- 日替わりキャスト
- キミに贈る朗読会 短編朗読集「ペールライト・アイリス」（2023年5月7日、MsmileBOX渋谷[47]）

### その他コンテンツ
- アニメロミックスラジオCM
- オーディオブック『桐島、部活やめるってよ』（2013年、菊池宏樹[48]）
- コマネックスDVD BLB（2014年、鬼灯一[49]）
- PV『戦鬼と戦姫の聖災戦争』（2022年、童貴[50]）
- BRILLIANT HOTELS（2022年・2024年、赤坂新[51][52]）

## ディスコグラフィ

### キャラクターソング
| 発売日         | 商品名                                                                            | 歌                   | 楽曲                                               | 備考                                                   |
| -------------- | --------------------------------------------------------------------------------- | -------------------- | -------------------------------------------------- | ------------------------------------------------------ |
| 2012年5月18日  | 裸執事/緋螺旋                                                                     | 前田智明（阿部大樹） | 「裸執事」 「緋螺旋」                              | ゲーム『裸執事』関連曲                                 |
| 2018年10月31日 | スタレボ☆彡 88星座のアイドル革命 THE BEST STAR REVOLUTION Vol.1 4+U & petit march | petit march          | 「Horoscope（petit march Ver.）」 「恋愛ビギナー」 | アプリゲーム『スタレボ☆彡 88星座のアイドル革命』関連曲 |

### ユニット
SilverBullet名義
- graviton-Winter Selection Vol.2-（2009年1月30日）

dischord名義
- escape
- BLB Theme Songs Single CD（2014年10月24日）

### シリーズ一覧
1. ↑  第1期（2017年）、第2期『2nd Season』（2022年）、第3期『3rd Season』（2024年）
2. ↑  「無印」（2013年）、『剣が君 for V』（2015年）、『剣が君 百夜綴り』（2016年）
3. ↑  『神獄塔 メアリスケルター2』（2018年）、『神獄塔 メアリスケルターFinale』（2020年）
4. ↑  「無印」（2011年）、『裸執事〜やらしつじ＆やさしつじ〜』（2013年）

### ユニットメンバー
1. ↑  大熊結（阿部大樹）、八木かなた（米内佑希）、魚海愛（筆村栄心）